# Hákun West av Teigum
Hákun West av Teigum (* 19. Februar 2002 in Hoyvík, Färöer) ist ein färöischer Handballspieler.

## Karriere

### Verein
Hákun West av Teigum lernte das Handballspielen bei H 71 Hoyvík. Im Sommer 2018 wechselte der 1,88 m große Rechtsaußen gemeinsam mit Torwart Pauli Jacobsen und Rückraumspieler Elias Ellefsen á Skipagøtu in die Jugendakademie des dänischen Erstligisten Skanderborg Håndbold. Sein Debüt in der ersten dänischen Liga, der Håndboldligaen, gab der Linkshänder in der Saison 2020/21, in der er 38 Tore in 21 Spielen erzielte und den siebten Platz der Hauptrunde erreichte. Ab dem Zusammenschluss von Skanderborg und Aarhus Håndbold im Sommer 2021 lief er für Skanderborg Aarhus Håndbold auf. In der Spielzeit 2021/22 warf er 98 Tore in 30 Einsätzen und belegte den vierten Platz der Hauptrunde. In der Saison 2022/23 nahm das Team an der Gruppenphase der EHF European League teil. Seit der Saison 2023/24 steht er beim deutschen Bundesligisten Füchse Berlin unter Vertrag. In der Saison 2024/25 gewann er mit den Füchsen den ersten Meistertitel der Vereinsgeschichte.

### Nationalmannschaft
West av Teigum durchlief alle Jugend- und Juniorennationalmannschaften der Färöer. Bei der U-20-Europameisterschaft 2022 steuerte er sieben seiner 39 Turniertreffer zum 33:32-Erfolg über Dänemark bei. Die färöische Auswahl um Jacobsen und Ellefsen belegte den zehnten Rang bei 16 Teams.
Für die färöische A-Nationalmannschaft bestritt er bisher mindestens 22 Länderspiele, in denen er 109 Tore erzielte. So traf West av Teigum beim bis dahin größten Erfolg der Mannschaft, dem Erreichen der zweiten Play-off-Runde in der Qualifikation zur Weltmeisterschaft 2023, auf die deutsche Mannschaft. Bei der Europameisterschaft 2024 schied man nach Niederlagen gegen Slowenien und Polen sowie einem Unentschieden gegen Norwegen in der Vorrunde aus und belegte den 20. Rang. Av Teigum warf 23 Tore in drei Einsätzen.